# 天奴·利華文圖
華倫天奴·「蒂諾」·法蘭斯高·利華文圖 （英語：Valentino Francisco "Tino" Livramento，2002年11月12日—）是一名英格蘭職業足球員，司職右閘，現效力英超球隊紐卡素及英格蘭足球代表隊。

## 球會生涯

### 車路士
利華文圖出生於大倫敦，並在當地球會盧恩德肖（Roundshaw）開始足球生涯，當時的利華文圖司職前鋒。利華文圖在2009年，轉投自小支持的車路士的青訓學院。
2021年5月，利華文圖獲頒球會年度最佳青訓球員，並在當季季尾多次被列入比賽名單，但並未上陣。
2021年7月，車路士與利華文圖的續約談判停滯不前，因此引來修咸頓、白禮頓、AC米蘭、RB萊比錫等球會的轉會興趣。

### 修咸頓
由於車路士未能與利華文圖達成續約協議，因此進入最後一年合約的利華文圖在2021年8月被賣到英超球會修咸頓，轉會細節據報包含回購及二次分成條款。
2021年8月14日，利華文圖在對陣愛華頓的3–1英超敗仗中上演生涯地標戰。同年10月24日，利華文圖在對陣般尼的比賽中射入職業生涯首個入球，球隊最終以2–2賽和對手。
2022年4月24日，他在對陣白禮頓的比賽中受傷，因此賽季報銷。
2023年5月21日，利華文圖在受傷392日後首次為球會一隊上陣，在同樣對陣白禮頓的比賽的第77分鐘後備上陣。

### 紐卡素
2023年8月8日，英超球會紐卡素宣布簽入利華文圖，合約為期五年，轉會費據報為3200萬英鎊，另加800萬鎊浮動條款。

## 國家隊生涯
儘管利華文圖曾效力英格蘭各級青年國家隊，他仍有資格代表蘇格蘭及葡萄牙。
2021年8月27日，利華文圖首次被英格蘭U21徵召，並在9月7日，首次為代表隊上陣，協助球隊在2023年U21歐洲國家盃外圍賽中以2–0擊敗科索沃U21。
2024年8月29日，利華文圖首次首次被召入英格蘭足球代表隊，參加歐洲國家聯賽對愛爾蘭和芬蘭的比賽。2024年11月17日，他在英格蘭 5-0 擊敗愛爾蘭的比賽中首次為代表隊亮相。

## 個人生活
利華文圖的父親一方的家庭來自葡萄牙，而母親是蘇格蘭人。

## 生涯統計

### 球會
最後更新：2023年8月19日
| 效力球會  | 球季     | 聯賽     | 聯賽 | 聯賽 | 國家盃賽 | 國家盃賽 | 聯賽盃賽 | 聯賽盃賽 | 其他 | 其他 | 總計 | 總計 |
| 效力球會  | 球季     | 聯賽     | 上陣 | 入球 | 上陣     | 入球     | 上陣     | 入球     | 上陣 | 入球 | 上陣 | 入球 |
| --------- | -------- | -------- | ---- | ---- | -------- | -------- | -------- | -------- | ---- | ---- | ---- | ---- |
| 車路士U21 | 2019–20  | —        | —    | —    | —        | —        | —        | —        | 1    | 0    | 1    | 0    |
| 車路士U21 | 2020–21  | —        | —    | —    | —        | —        | —        | —        | 3    | 0    | 3    | 0    |
| 車路士U21 | 總計     | 總計     | —    | —    | —        | —        | —        | —        | 4    | 0    | 4    | 0    |
| 修咸頓    | 2021–22  | 英超     | 28   | 1    | 3        | 0        | 1        | 0        | —    | —    | 32   | 1    |
| 修咸頓    | 2022–23  | 英超     | 2    | 0    | 0        | 0        | 0        | 0        | —    | —    | 2    | 0    |
| 修咸頓    | 總計     | 總計     | 30   | 1    | 3        | 0        | 1        | 0        | —    | —    | 34   | 1    |
| 紐卡素    | 2023–24  | 英超     | 1    | 0    | 0        | 0        | 0        | 0        | 0    | 0    | 1    | 0    |
| 生涯總計  | 生涯總計 | 生涯總計 | 31   | 1    | 3        | 0        | 1        | 0        | 4    | 0    | 39   | 1    |

1. 1 2  於英格蘭足球聯賽錦標賽上陣。

## 榮譽
紐卡素足球會
- 英格兰联赛盃冠军：2024–25[27]

### 個人
- 車路士年度最佳青訓球員: 2020-21[9]